# 许将

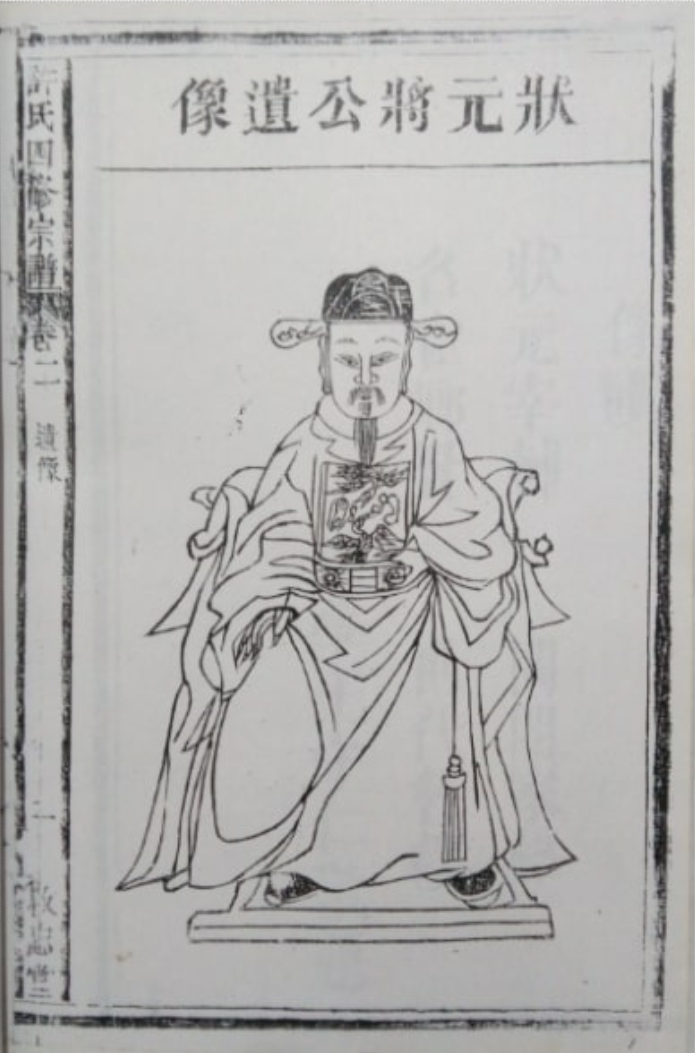
许将

许将（约1037年—1111年），字冲元，宋朝名臣，闽县（今福州）人，祖籍闽清县。嘉祐八年（1063年）状元及第，时年仅27岁，为福州历史上的第一位文状元。谥文定。

## 生平
嘉祐八年（1063年）许将进士第一及第后，签书昭庆军判官，后任明州通判，又参与编修《中书条例》。熙宁四年（1071年）升任右正言、直舍人院。熙宁七年（1074年）任知制诰。后代表朝廷出使辽国，与陈兵数十万准备南下的辽人进行边界谈判，当时辽疆境内汉人、契丹人等各族听闻宋国状元来访，挤满街巷围观许将的风采。在酒宴上与辽人比试箭法，许将技压群雄，得到契丹权贵的赞赏，并于谈判中顺利迫使辽国放弃南侵的企图，因功升知审官西院、直学士院、兵部尚书。元丰元年（1078年），进翰林学士，起居舍人兼侍读，代开封府尹。元丰二年（1079年）知礼部贡举，后因遭蔡确、舒亶等人弹劾陷害，被降职知蕲州。元丰五年（1082年）又以龙图阁待制知扬州、郓州，次年调任兵部侍郎，元丰八年（1085年）以龙图阁直学士知成都府。元祐三年（1088年）入京为翰林学士，升尚书右丞。后来第二次遭弹劾被降职为资政殿学士，知定州、扬州、大名府。绍圣元年（1094年）再次入京任吏部尚书、尚书左丞，进正议大夫中书侍郎。元符三年（1100年）参与拥立宋徽宗即位，进门下侍郎、金紫光禄大夫，又因为平定了鄯州、廊州，收复原为西夏所占据的河湟，升任特进。崇寧三年（1104年），第三次遭御史中丞朱諤弹劾被降为资政殿大学士，离开汴京知河南府。后来再降为资政殿学士，知颖昌府、大名府。不久又加观文殿学士、奉国军节度使。大观四年（1110年）召为祐神观使，同年病逝，享寿七十有五。

## 身后
追赠开府仪同三司，谥“文定”。

## 評價
- 欧阳修说：“君辞气似沂公（王曾），未可量也。”

## 延伸阅读
[在维基数据编辑]
 《宋史·卷343》，出自脱脱《宋史》
 在维基共享资源阅览影像